# Chaihu (köpinghuvudort i Kina, Hubei Sheng, lat 30,99, long 112,59)
Chaihu är en köpinghuvudort i Kina. Den ligger i provinsen Hubei, i den centrala delen av landet, omkring 170 kilometer väster om provinshuvudstaden Wuhan. Antalet invånare är 95 169. Befolkningen består av 47 576 kvinnor och 47 593 män. Barn under 15 år utgör 18,0 %, vuxna 15-64 år 72 %, och äldre över 65 år 8,0 %.
Runt Chaihu är det ganska tätbefolkat, med 230 invånare per kvadratkilometer. Närmaste större samhälle är Zhongxiang, 19,4 km norr om Chaihu. Trakten runt Chaihu består till största delen av jordbruksmark.
Genomsnittlig årsnederbörd är 1 225 millimeter. Den regnigaste månaden är maj, med i genomsnitt 180 mm nederbörd, och den torraste är december, med 15 mm nederbörd.